# Nanisivik
Nanisivik est un ancien site minier situé à 20 km (12 mi) à l'est de la communauté d'Arctic Bay sur l'île de Baffin dans le territoire canadien du Nunavut.
Un port (73° 04′ 08″ N, 84° 32′ 57″ O) et un quai à 3,7 km (2,3 mi) au nord étaient utilisés par la mine. Ils sont présentement occupés par la Garde côtière canadienne à des fins d’entraînement.
L'aéroport (72° 58′ 58″ N, 84° 36′ 49″ O) situé à 8 milles marins (15 km/9,2 mi) au sud de la mine, est encore aujourd'hui en exploitation, desservant la communauté d'Arctic Bay par une route comportant 32 km (20 mi) même si la distance entre l'aéroport et le village sont de seulement 19 km (12 mi) au Sud-Est.
Le 10 août 2007, le Premier ministre du Canada a annoncé la construction d'un port en eau profonde pour aider à affirmer la souveraineté canadienne sur le passage du Nord-Ouest. Le projet estimé à plus de 100 millions de dollars canadien devait selon les prévisions initiales être complètement opérationnel d'ici 2015 et permettre au gouvernement fédéral de patrouiller le passage depuis son embouchure de l'extrémité et ceci durant toute la saison navigable tout en profitant d'une piste pouvant accueillir des avions à réaction à proximité.
Le projet est revu à la baisse en 2012, il est alors question de construire un poste de ravitaillement ouvert seulement durant la saison estivale, le projet est alors censé être opérationnel en 2017, mais à la suite d'un dépassement des coûts initiaux et de la pandémie de Covid-19, cette date est repoussée à 2022. 

## Démographie
| 2001 | 2006 | 2011 | 2016 |
| ---- | ---- | ---- | ---- |
| 77   | -    | -    | -    |